# Suzana Abranches
Suzana Abranches (Rio de Janeiro, 3 de fevereiro de 1961) é uma atriz brasileira. Foi a Emília do Sítio do Picapau Amarelo entre 1983 e 1986.

## Filmografia

### Na Televisão
| Ano     | Título                             | Personagem                           | Notas                           |
| ------- | ---------------------------------- | ------------------------------------ | ------------------------------- |
| 2025    | Êta Mundo Melhor!                  | Doralice                             |                                 |
| 2025    | Paulo, o Apóstolo                  | Loide                                |                                 |
| 2021    | Gênesis                            | Feiticeira                           | Fase: Ur dos Caldeus            |
| 2012    | Aquele Beijo                       | Participante da palestra para casais |                                 |
| 2009    | Bela, a Feia                       | Léa                                  |                                 |
| 2008    | A Favorita                         | Camareira de hotel                   |                                 |
| 2007    | Maria Esperança                    | Augusta (Guta) Borges                |                                 |
| 2007    | Linha Direta                       | Freira                               | Episódio: "Ana Lídia"           |
| 2006    | Páginas da Vida                    | Enfermeira                           |                                 |
| 2006    | Cobras & Lagartos                  | Cliente de Madame Yonara (Milu)      |                                 |
| 2005    | Floribella                         | Amélia                               |                                 |
| 2004    | Sob Nova Direção                   | —                                    |                                 |
| 2004    | A Diarista                         | Zuzu                                 | Episódio: "A Morte lhe Cai Bem" |
| 2003    | Os Normais                         | —                                    |                                 |
| 2000    | Sandy & Junior                     | Repórter                             |                                 |
| 1999    | Andando nas Nuvens                 | Irmã Jussara                         | [ 6 ]                           |
| 1997    | Zazá                               | Jussara                              |                                 |
| 1995    | História de Amor                   | Soraia                               |                                 |
| 1995    | Explode Coração                    | Falsa mãe de Gugu                    | [ 7 ]                           |
| 1995    | Malhação                           | Bia                                  |                                 |
| 1993    | Mulheres de Areia                  | Mariah                               |                                 |
| 1990    | A História de Ana Raio e Zé Trovão | Gislane                              |                                 |
| 1989    | Pacto de Sangue                    | Sinhazinha                           |                                 |
| 1986    | Tudo ou Nada                       | Nina                                 |                                 |
| 1983–86 | Sítio do Picapau Amarelo           | Emília                               |                                 |

### Cinema
| Ano  | Título                   | Personagem   |
| ---- | ------------------------ | ------------ |
| 2005 | Coisa de Mulher          | Mônica       |
| 2002 | Zico - O Filme           | Dona Matilde |
| 1989 | Lili, a Estrela do Crime | —            |

### Teatro
- 1982- Na Terra do Pau Brasil, Nem Tudo Que Caminhas Viu - Com Ary Fontoura
- 1987- Bagunças e Gostosuras - Com José Prata
- 1990- Cinderela - Direção - José Wilker
- 1993- Cemitério de Elefantes - Direção - Janser Hugo Lage
- 1993- Ópera do Malandro - Com Sebastião Lemos
- 1994- Sitio do Picapau Amarelo, a peça com Jacyra Sampaio
- 2003- Conversa na Privada - Direção - O Grelo Falante
- 2010- Na Casa dos 40 - Direção - Ernesto Piccolo